# Gräbern
Gräbern ist ein Ort im Lavanttal in Unterkärnten, und Ortschaft der Stadtgemeinden Wolfsberg und Bad St. Leonhard im Lavanttal im Bezirk Wolfsberg, Kärnten, in Österreich.

## Geographie
Gräbern liegt halbwegs zwischen den beiden Städten Wolfsberg und Bad St. Leonhard, auf zwei Hügeln rechts (westlich) des Engtals der Lavant (Twimberger Graben), im Westen vom Auenbach begrenzt. Der südliche Hügel (923 m ü. A.) gehört zu Wolfsberg, der nördliche (964 m ü. A.) zu Bad St. Leonhard, die Gemeindegrenze läuft entlang des Süßenbachs.
Der Ort umfasst knapp 70 Gebäude mit 191 Einwohnern, davon rund zwei Drittel in der Wolfsberger Ortschaft. Dazu gehören, neben der Ortslage Gräbern selbst (923 m ü. A., Wolfsberg), auch Gräbern-Twimberg an der Lavant (ebenfalls in beiden Gemeinden), und die Einzellagen Deixelberger, Wegjahrer, Stückler, Walzl und Krampl nach Süden, sowie Bocksberger (noch im Wolfsberger Teil), Kogler und Klöcker (St.-Leonharder Teil).
Unterhalb von Gräbern verläuft der Gräberntunnel der Süd Autobahn (A2), der 1986 eröffnet wurde (zweite Röhre 2003). Das Nordportal liegt am Süßenbach bei Twimberg, das Südportal einen Kilometer südlich von Gräbern, im Auenbachtal.
Nachbarorte und -ortschaften:
| Preblauer-Brunnen (Preblau)                           | Prebl-Mondscheinsiedlung                    |                                             |
| Prebl (Ortsch. d. Gem. Wolfsberg u. Bad St. Leonhard) | Kompassrose, die auf Nachbargemeinden zeigt | Twimberg (Gem. Bad St. Leonhard)            |
| Oberleidenberg (Gem. Wolfsberg)                       |                                             | Hinterwölch (Gem. Frantschach-St. Gertraud) |

## Geschichte und Sehenswürdigkeiten
In Gräbern steht die Katholische Filialkirche Hll. Philippus und Jakobus, die mitsamt Friedhof und Friedhofskammer unter Denkmalschutz steht.

## Persönlichkeiten
- Lazarus Furian (1881–1967), Bäckermeister und Politiker